# Tyrannoseira
Genre
Tyrannoseira est un genre de collemboles de la famille des Seiridae.

## Distribution
Les espèces de ce genre sont endémiques du Brésil.

## Liste des espèces
Selon Checklist of the Collembola of the World (version du 23 août 2019) :
- Tyrannoseira bicolorcornuta (Bellini, Pais & Zeppelini, 2009)
- Tyrannoseira diabolica Bellini & Godeiro, 2012
- Tyrannoseira gladiata Zeppelini & de Lima, 2012
- Tyrannoseira raptora (Zeppelini & Bellini, 2006)
- Tyrannoseira sex Bellini & Zeppelini, 2011

## Publication originale
- Bellini & Zeppelini, 2011 : New genus and species of Seirini (Collembola, Entomobryidae) from Caatinga Biome, Northeastern Brazil. Zoosystema, vol. 33, no 4, p. 545-555 (texte intégral).